# 40-й отдельный лыжный батальон
40-й отдельный лыжный батальон — воинская часть вооружённых сил СССР в Великой Отечественной войне.

## История
Батальон формировался с ноября 1941 года в Челябинске.
В действующей армии с 25 декабря 1941 по 25 мая 1942 года.
В декабре 1942 года направлен на Волховский фронт. К началу Любанской операции находился в резерве во втором эшелоне у деревни Александровское. 18 января 1942 года вошёл в состав оперативной группы генерала Коровникова, будучи приданным 382-й стрелковой дивизии, ведёт бои под Спасской Полистью.
Кроме того, батальон использовался для организации связи внутри армии.
Один из приданных 2-й ударной армии лыжбатов можно назвать сверхмобильным. Я имею в виду 40-й ОЛБ под командой капитана Георгия Куликова. Две его роты выполняют особую задачу: поддерживают живую связь между штабом армии и её частями, соединениями. Их называют эстафетными ротами. Наши пути частенько перекрещиваются. Забегая немного вперед, скажу: с окончанием лыжного сезона эстафетники сядут на лошадей и велосипеды. 
За четыре месяца боёв уничтожен в кольце окружения армии под Мясным Бором.

## Подчинение
| Дата            | Фронт (округ)                                              | Армия             | Корпус | Примечания |
| --------------- | ---------------------------------------------------------- | ----------------- | ------ | ---------- |
| 01.01.1942 года | Волховский фронт                                           | 2-я ударная армия | -      | -          |
| 01.02.1942 года | Волховский фронт                                           | 2-я ударная армия | -      | -          |
| 01.03.1942 года | Волховский фронт                                           | 2-я ударная армия | -      | -          |
| 01.04.1942 года | Волховский фронт                                           | 2-я ударная армия | -      | -          |
| 01.05.1942 года | Ленинградский фронт (Группа войск Волховского направления) | 2-я ударная армия | -      | -          |

## Командиры
- капитан Георгий Куликов